# Ščuke pa ni, ščuke pa ne
Ščuke pa ni, ščuke pa ne je slovenska humoristična TV nadaljevanka iz leta 1980, ki se je ob nedeljskih večerih predvajala na prvem programu TV Ljubljana.
Tone Partljič je za televizijo priredil svoji gledališki deli Ščuke pa ni in O, ne, Ščuke pa ne.  
Zgodba govori o lokalnem radijskem uredništvu, ki je odlikovano kot najbolj homogen kolektiv. Njegovi člani se morajo sami dogovoriti, kdo si zasluži denarno nagrado za najboljšega člana, kar vodi v spor. Eden od likov je naivni študent Peter na praksi. 

## Epizode
| Št. | Datum predvajanja |
| --- | ----------------- |
| 1.  | 5. oktober 1980   |
| 2.  | 12. oktober 1980  |
| 3.  | 19. oktober 1980  |
| 4.  | 26. oktober 1980  |
| 5.  | 2. november 1980  |
| 6.  | 9. november 1980  |
| 7.  | 16. november 1980 |

## Zasedba
- Peter Trnovšek
- Milena Muhič
- Minu Kjuder
- Angelca Janko
- Danilo Bezlaj
- Danilo Benedičič
- Breda Pugelj
- Janez Hočevar
- Janez Klasinc

## Ekipa
- režija: Jože Babič
- scenografija: Seta Mušič
- kostumografija: Milena Kumar
- dramaturški sodelavec: Goran Schmidt
- urednik - dramaturg: Saša Vuga

## Kritike
Stanka Godnič (Delo) je po prvi epizodi napisala, da gledališkega dela vendarle ni tako lahko prevesti v drug, čeprav soroden jezik. Zdelo se ji je, da so igralci prisiljeni vztrajati v prisiljenih situacijah. Zmotilo jo je raztegovanje ekspozicije, razvlečene v »gasilsko veselico«, ki je - dokaj diletantsko - komajda utegnila nakazati nekaj karakterjev, s katerimi bo v nadaljevanih morala oblikovati spletke in konflikte. Krivce je našla med dramaturgi.
Janez Zadnikar (Delo) je po zadnji epizodi napisal, da se je satirična ost odrskih del izgubila ter da je bila serija le zabava za najširše televizijske množice z nekaj priskutnimi liki in neštetimi smešnimi opravki.